# Espen Tveit (fotograf)
Espen Tveit (* 21. června 1945, Drammen) je norský fotograf a umělec. Tveit vystudoval jako učitel a většinu svého aktivního profesního života působil ve škole Mysen skole.

## Životopis
Tveit patřil do kruhu kolem Asociace svobodných fotografů FFF, kteří na konci 70. let obnovili uměleckou fotografii. Zúčastnil se první Jarní fotografické výstavy v roce 1976. Podzimní výstava byla otevřena uměleckým fotografům v roce 1979. Jeho první samostatná výstava byla v Preus museu v roce 1980. Později se účastnil také několika mezinárodních výstav.
Tveit vydal čtyři fotografické knihy, a jeho dílo Rite (Obřad) bylo zvoleno nejkrásnější fotoknihou roku. Spolupracuje s obrazovou agenturou Samfoto.

## Výstavy
- 1990 80-tals runer, Fotocentrum v Malmö, Švédsko.
- 1991 80-talls runer, Fotogalleriet, Oslo.
- 1998 Samtidsarkeologi, Østfold Kunstsenter.
- 2010 Fra siden – fotballbaner, Fotogalleriet, Oslo.

Umělecká alba
- Madrugada: The Nightly Disease (2001)
- Despereaux: Luna Pars Fortuna (2014)